# Rio Gurijuba
Rio Gurijuba är ett vattendrag i Brasilien.   Det ligger i delstaten Amapá, i den norra delen av landet, 1 900 km norr om huvudstaden Brasília.
Trakten runt Rio Gurijuba består huvudsakligen av våtmarker.